# ريو ساكاي
ريو ساكاي (باليابانية: 酒井 良) (9 أغسطس 1977 في كاناغاوا في اليابان – )؛ هو لاعب كرة قدم ياباني سابق كان يلعب كمهاجم.

## وصلات خارجية
- ريو ساكاي على موقع رابطة كرة القدم اليابانية للمحترفين (اليابانية)
- ريو ساكاي على موقع Soccerway.com (الإنجليزية)